# Les Machines à bonheur
Les Machines à bonheur (titre original : The Machineries of Joy) est un recueil de nouvelles de l'auteur américain Ray Bradbury publié pour la première fois aux États-Unis en 1964 chez l'éditeur Simon & Schuster.
Il est publié en France en 1965 aux éditions Denoël dans la collection Présence du futur.
Les nouvelles de ce recueil furent précédemment publiées entre 1949 et 1963 dans les magazines ou journaux Saturday Evening Post, Playboy, Galaxy Science Fiction, The Reporter, Arkham Sampler, Touchstone, Saint Detective Magazine, The Magazine of Fantasy & Science Fiction et California Quaterly . 

## Différentes éditions françaises
- Denoël, collection Présence du futur no 84-85, quatrième trimestre 1965, réédité en 1971, 1980 et 1988[1].
- Gallimard, collection Folio SF no 312, juin 2008, avec une traduction révisée par Julie Pujos[2].

## Contenu
Certains titres français ont été changés à partir de l'édition de 2008 avec la traduction révisée par Julie Pujos. Ils apparaissent alors en deuxième position.
- Les Machines à bonheur (The Machineries of Joy)
- Celui qui attend (The One Who Waits)
- Tyrannosaurus Rex (Tyrannosaurus Rex)
- Vacance (The Vacation)
- Le Petit tambour de Shiloh (The Drummer Boy of Shiloh)
- Jeunes Amis, faites pousser des champignons dans votre cave ! (Boys ! Raise Giant Mushrooms in your Cellar !)
- Presque la fin du monde (Almost the End of the World)
- On s'en va peut-être (Perhaps We Are Going Away)
- Retour de la mer / Et le marin, de retour de la mer (And the Sailor, Home from the Sea)
- El dia de muerte (El dia de muerte)
- La Dame tatouée illustrée / La Femme illustrée (The Illustrated Woman)
- Certains vivent comme Lazare (Some Live Like Lazarus)
- Un miracle d'architecture / Un rare miracle d'ingéniosité (A Miracle of Rare Device)
- Ainsi mourut Riabouchinska (And so Died Riabouchinska)
- Le Mendiant d'O'Connell Bridge / Le Mendiant de O'Connell Bridge (The Beggar on O'Connell Bridge)
- La Mort et la jeune femme / La Jeune fille et la mort (Death and the Maiden)
- Un vol de corbeaux (A Flight of Ravens)
- Le Meilleur des mondes possibles (The Best of All Possible Worlds)
- L'Œuvre de Juan Diaz (The Life Work of Juan Diaz)
- L'Abîme de Chicago (To the Chicago Abyss)
- Les Sprinters à l'Antienne / Les Sprinters d'hymne (The Anthem Sprinters)

## Adaptations
Plusieurs nouvelles présentes dans ce recueil ont été adaptées à la télévision dans les séries Alfred Hitchcock présente, Suspicion et Ray Bradbury présente.